# كارولين سيفرانس
كارولين ماريا سيمور سيفرانس (1820-1914) هي ناشطة أمريكية في حركة الإبطالية وحق النساء في التصويت، ومؤسسة حركة النادي النسائي.

## نشأتها وتعليمها
ولدت كارولين ماريا سيمور في 12 يناير 1820، في كاناندايجو، نيويورك، وهي ابنة المصرفي أورسون سيمور وزوجته كارولين كلارك. توفي والد كارولين في عام 1824، وانتقلت العائلة إلى أوبورن، نيويورك. كان لأحد أعمامها المتشددين في الدين تأثير كبير على كارولين.
تلقت كارولين تعليمها في مدرسة أوفام للإناث في كاناندايجوا ومدرسة مس ألميرا بينيت في أواسكو ليك، نيويورك. تخرجت بمرتبة الشرف من مدرسة مس ريكورد في جينيفا عندما كانت في سن الخامسة عشرة في عام 1835 وعملت في هيئة التدريس في مدرسة الإناث في أوبورن. لفترة وجيزة، عملت مدرسة في مدرسة مس لوثر هالسي للفتيات على ضفاف نهر أوهايو أسفل بيتسبرغ.

## حقوق المرأة وحركة النادي النسائي
بعد أن استمعت كارولين إلى محاضرات رالف والدو إمرسون وبرونسون ألكوت، تزايد التزامها واهتمامها بالعدالة الاجتماعية والسلام.
في عام 1853، بعد عدة سنوات من حضورها المؤتمرات التي تتمحور حول حقوق المرأة التحدث فيها، ألقت أول محاضرة لها أمام الجمهور العام بعنوان «الإنسانية: تعريف ونداء» أمام جمعية مكتبة كليفلاند التجارية، وهي أول محاضرة تلقيها امرأة هناك. كان موضوعها «الإنسانية: تعريف ونداء»، إذ أرادت أن تُشمل النساء في «الإنسانية». كانت فكرة جريئة، ولكن الجمهور استقبل الخطاب على نحو جيد، وكذلك الصحافة في كليفلاند. في نفس العام، ترأست أول اجتماع سنوي لجمعية حقوق المرأة في أوهايو.
في عام 1854، انتُخبت كارولين، إلى جانب زوجها، لمناصب في المؤتمر الوطني الرابع لحقوق المرأة في كليفلاند، وأدلت بشهادتها أمام البرلمان في أوهايو لصالح حق النساء في الحفاظ على ممتلكاتهن الموروثة وأرباحهن.
لكارولين العديد من الإنجازات الرائدة. هي أول امرأة عضو في دورة الأخوة باركر، وأول امرأة تلقي محاضرة في بوسطن أمام جمعية الليسيوم.
بعد الحرب الأهلية الأمريكية، انضمت كارولين إلى هيئة تدريس مدرسة ديو لويس في ماساتشوستس، حيث درّست الأخلاقيات العملية. أصبحت أخلاقيات كارولين محط شك عندما طلبت فتاة سوداء الالتحاق بالمدرسة ورُفضت، وذلك بناءً على اعتراضات أولياء أمور الطلاب.
ساهمت كارولين في تأسيس مستشفى نيو إنجلاند للنساء. شاركت مع سوزان أنتوني في حملة ضد إدراج كلمة «ذكر» في التعديل الرابع عشر.
في شتاء عام 1867-1868، أسست كارولين أول نادي نسائي في الولايات المتحدة: نادي نيو إنجلاند للنساء. دُعي رالف والدو إمرسون وجيمس فريمان كلارك وأوكتافيوس فروثينغهام وجوليا وارد هاو للتحدث في أول اجتماع عام للنادي. في السنوات الأولى، قدّم النادي منحًا دراسية، ووفر فرص تعليمية للنساء، ودعم حركة رياض الأطفال، وأيد تعيين مراقبات الشرطة.
نتيجةً للانقسام بين نساء الحركة النسائية، أسست كارولين، بمساعدة لوسي ستون ونسوا الحركة النسائية في نيو إنجلاند، الجمعية الأمريكية لحقوق المرأة في مؤتمر في كليفلاند عام 1869.
لوس أنجلوس والكنيسة الوحدانية الأولى في لوس أنجلوس
في عام 1875، ولأسباب متعددة منها سوء صحة زوجها وحقيقة أن ابنيها سافرا إلى الساحل الغربي، انتقلت مع زوجها إلى لوس أنجلوس حيث اشتريا منزلًا صغيرًا في شارع ويست آدمز أطلقا عليه اسم «السقف الأحمر».
كان لكارولين وزوجها تأثير كبير على تطوير لوس أنجلوس. سويًا، أسسا الكنيسة الوحدانية الأولى في لوس أنجلوس في عام 1877. أسس زوجها جمعية دور الأيتام وجمعية البستنة. شرعت كارولين بتنظيم نساء المجتمع الذي كان ينمو بسرعة. جلبت حركة رياض الأطفال إلى لوس أنجلوس، حيث شغلت منصب رئيسة جمعية رياض الأطفال المجانية في المدينة، وساهمت في تأسيس مكتبة لوس أنجلوس العامة. في عام 1878، أسست أول نادي نسائي في لوس أنجلوس. شملت اهتماماتها الكثير من الأمور، من حقوق المرأة إلى الحفاظ على التراث التاريخي، بالتعاون مع تشارلز لوميس، إلى السلام العالمي. مع تقدمها في العمر، أصبح يُنظر إليها عالمة الدولة لحركات حقوق المرأة في المدينة. أصبحت كذلك أكثر راديكالية في تفكيرها، وشاركت في حركة الاشتراكية المسيحية في المدينة عند بداية القرن العشرين. بدأت الصحافة بالإشارة إليها باسم «السيدة سيفرانس»، ما يدل على مكانتها ومركزها في المدينة.